# Sigfrido (film 1912)
Sigfrido è un cortometraggio del 1912 diretto da Mario Caserini.

## Trama
Il film ripercorre l'epica storia di Sigfrido, che aiutando con l'inganno il re dei Nibelunghi a sconfiggere l'amazzone Brunilde, trovò la sua fine per mano di Hagen.